# Splendora (Teksas)
Splendora je grad u američkoj saveznoj državi Teksas. Prema popisu stanovništva iz 2010. u njemu je živjelo 1.615 stanovnika.